# Bobby Jones (golfista)
Robert Bobby Tyre Jones (Atlanta, Georgia, 17 de marzo de 1902 - † id., 18 de diciembre de 1971) fue un golfista estadounidense, que pese a estar considerado como uno de los mejores de todos los tiempos, no fue profesional, porque consideraba el golf un placer y no un empleo.
Sus mayores triunfos los cosechó entre 1923 y 1930, venciendo en 13 de los 21 (62%) campeonatos nacionales en los que se presentó. Ganó tres veces el Abierto Británico, cuatro veces el US Open, cinco veces el Campeonato Amateur de Estados Unidos y una vez el Campeonato Británico Amateur. En 1930, Jones conquistó los cuatro torneos mencionados.
Por otra parte, jugó la Copa Walker entre 1922 y 1930, en representación del golf amateur de Estados Unidos.
Al explicar su decisión de retirarse, Jones dijo: «Es como una jaula. Primero se espera que entres en ella y luego que te quedes. Pero, por supuesto, nadie puede quedarse allí.  Jones es más famoso por su particular «Grand Slam» consistente en su victoria en los cuatro campeonatos de golf masculinos más importantes de su época (los campeonatos abiertos y amateurs de EE. UU. y el Reino Unido) en un solo año natural (1930). En total, Jones jugó 31 majors, ganó 13 y se clasificó 27 veces entre los diez primeros.
Tras retirarse del golf de competición en 1930, Jones fundó y ayudó a diseñar el Augusta National Golf Club poco después, en 1933. También fue cofundador del Torneo de Maestros, que se ha celebrado anualmente en el club desde 1934 (excepto en 1943-45, cuando se canceló debido a la Segunda Guerra Mundial). El Masters se ha convertido en uno de los cuatro grandes campeonatos de golf. Jones salió de su retiro en 1934 para jugar en el Masters como exhibición hasta 1948. Jones jugó su última ronda de golf en el East Lake Golf Club, su campo natal en Atlanta, el 18 de agosto de 1948. En la actualidad, en la casa club de East Lake hay un cuadro conmemorativo del acontecimiento. A partir de entonces, Jones abandonó definitivamente el golf por motivos de salud. Jones padecía una rara enfermedad neurológica llamada siringomielia, que acabó por privarle de la capacidad de caminar. Murió de una enfermedad cardiovascular en 1971.
A menudo se confundía a Bobby Jones con el prolífico diseñador de campos de golf Robert Trent Jones, con quien trabajó de vez en cuando. «La gente siempre solía confundirlos, así que cuando se conocieron, decidieron llamarse cada uno de una manera diferente», dijo Robert Trent Jones Jr. Para evitar confusiones, el golfista se llamaba «Bobby» y el diseñador de campos, «Trent» 

## Primeros años
Jones nació el 17 de marzo de 1902 en Atlanta, Georgia. De pequeño luchó contra problemas de salud, y el golf le fue recetado para fortalecerle. Animado por su padre, el "Coronel" Robert Purmedus Jones, abogado de Atlanta, Jones amó el golf desde el principio. Se convirtió rápidamente en un niño prodigio que ganó su primer torneo infantil a los seis años en el campo de su casa, el East Lake Golf Club. En 1916, Jones ganó su primer gran torneo de golf al proclamarse campeón inaugural del Georgia Amateur Championship, organizado por la Georgia State Golf Association en el Capital City Club, en Brookhaven, a la edad de 14 años. Su victoria en este evento le situó por primera vez en el punto de mira nacional. La victoria en el Georgia Amateur llamó la atención de la Asociación de Golf de Estados Unidos, que concedió a Jones su primera invitación para el U.S. Amateur en Merion, cerca de Filadelfia. Jones llegó a cuartos de final en su primera participación en el evento.
Recibió la influencia del profesional del club Stewart Maiden, natural de Carnoustie, Escocia. Maiden era el profesional del East Lake Golf Club del Atlanta Athletic Club, que también entrenaba a Alexa Stirling, tres veces ganadora del U.S. Women's Amateur, que era cinco años mayor que Jones pero también un prodigio en East Lake. Jones también recibió clases de golf de Willie Ogg cuando era adolescente[9] Jones jugaba a menudo con su padre, que también era un experto golfista. El joven Jones a veces luchaba contra su propio temperamento en el campo, pero más tarde controló sus emociones a medida que adquiría más experiencia[10]. Jones recorrió Estados Unidos durante la Primera Guerra Mundial, de 1917 a 1918, jugando partidos de exhibición ante grandes multitudes, a menudo con Alexa Stirling y Perry Adair, para generar ingresos destinados a la ayuda de guerra. 
Jones representó con éxito a Estados Unidos por primera vez, en dos partidos internacionales por equipos amateurs contra Canadá, en 1919 y 1920, ganando tres de cuatro puntos posibles en foursomes e individuales. En 1919 viajó al Hamilton Golf and Country Club, para su primera competición seria fuera de Estados Unidos, mientras que en 1920, el Engineers Country Club, en Roslyn, Long Island, acogió los partidos. Siendo aún un adolescente, fue con diferencia el jugador más joven de la serie. Jones también jugó en el Abierto Canadiense de 1919, en Hamilton, Ontario, y tuvo un muy buen desempeño, quedando empatado en segundo lugar, pero 16 golpes detrás del ganador J. Douglas Edgar Edgar había emigrado de Inglaterra en 1919 para tomar un trabajo como profesional de club en Atlanta, en el Druid Hills Golf Club; Edgar fue mentor y jugó frecuentemente con Jones desde 1919 hasta 1921. Jones le atribuyó a Edgar el mérito de haberle ayudado a desarrollar significativamente su juego.
Jones se clasificó para su primer US Open a los 18 años, en 1920, y fue emparejado con el legendario Harry Vardon durante las dos primeras rondas. Ganó el Southern Amateur en tres ocasiones: 1917, 1920 y 1922.
Jones se licenció en Ingeniería Mecánica en Georgia Tech en 1922 y jugó en el equipo universitario de golf, donde jugó los cuatro años. Jones fue miembro de la fraternidad Sigma Alpha Epsilon, y la sala Georgia Phi de Georgia Tech lleva su nombre
En 1924 se licenció en Literatura Inglesa por el Harvard College, donde fue miembro del Owl Club. En 1926 ingresó en la Facultad de Derecho de la Universidad de Emory y se convirtió en miembro de Phi Delta Phi Después de cursar sólo tres semestres, aprobó el examen para ejercer la abogacía en Georgia y posteriormente se incorporó al bufete de su padre, Jones, Evins, Moore and Howell, (predecesor de Alston & Bird), en Atlanta, Georgia.

## Trayectoria

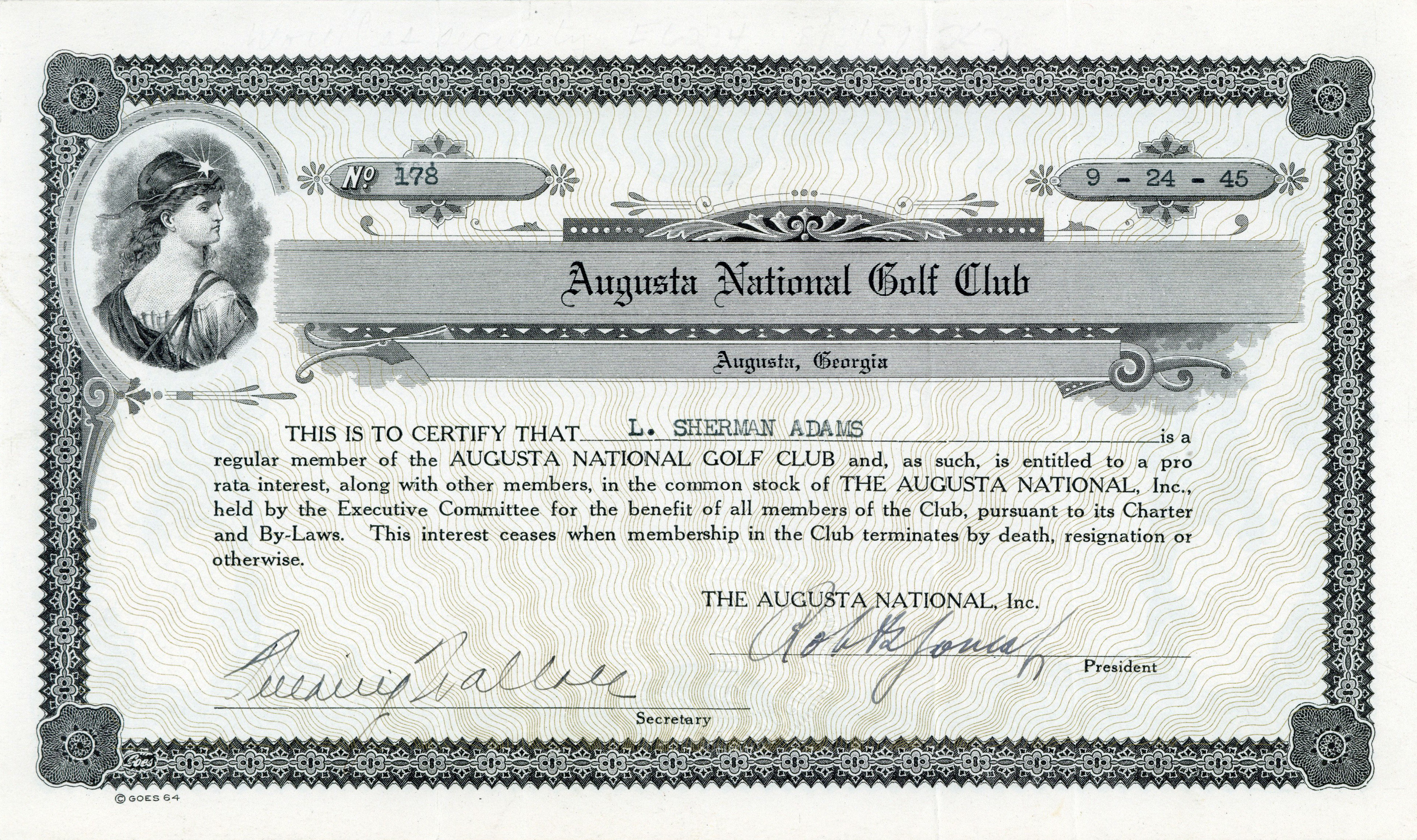
Acción del Augusta National Golf Club, emitida el 24 de septiembre de 1945, firmada en el original por Bobby Jones como Presidente

Su habilidad innata se manifestó desde niño y nunca recibió clases de golf. A la edad de 6 años ganó su primer torneo en el East Lake Country Club, en cuyas proximidades vivía su familia. Tras obtener varios títulos más, Jones llegó a ser a los 14 años el más joven jugador del Campeonato US Amateur.
Jones era muy perfeccionista con su juego y él mismo se sometía a una gran presión psicológica, y en algún torneo llegó a perder varios kg de peso por culpa del estrés. Otra de sus cualidades era el mal genio, por lo que no era raro verle tirar con furia los palos durante los torneos, en una ocasión fue suspendido por un tiempo de la gira.
Luego de retirarse del golf a la edad de 28 años, Jones ejerció su profesión de abogado, escribió libros de golf y dio también clases. Jones fue pionero en filmar películas instructivas de golf por encargo de la Warner Brothers. También asesoró a la empresa Spalding en la construcción de palos. Tras rechazar 200 modelos diferentes, dio finalmente su aprobación a un juego de palos que le satisfizo.
Se distinguían del resto por tener una varilla de acero, característica que pronto sustituiría a la madera que se venía usando hasta entonces. Otra innovación consistía en que cada palo se designaba por un número en lugar de los antiguos nombres escoceses. Esta novedad se ha convertido en estándar hasta nuestros días. Jones diseñó junto con Alister MacKenzie el Augusta National Course, inspirado en Old Course de St. Andrews, en Escocia; y pocos años más tarde creó el Masters de Augusta.    
Jones sirvió desde 1942 como capitán en el ejército norteamericano durante la Segunda Guerra Mundial y tomó parte en el desembarco de Normandía (1944). En 1948 le diagnosticaron una rara enfermedad del sistema nervioso central, siringomielia, que se llena la cavidad de la espina dorsal con fluidos causando primero dolores y luego parálisis, lo que le impidió volver a jugar al golf. Padecía fuertes dolores en la espalda y el cuello. Al principio usaba un bastón para caminar, luego tenía que apoyarse en muletas y, por último, quedó postrado en una silla de ruedas. Tras 22 años de sufrir dolores de diversa intensidad, murió a la edad de 69 años.
Son famosas sus frases: 

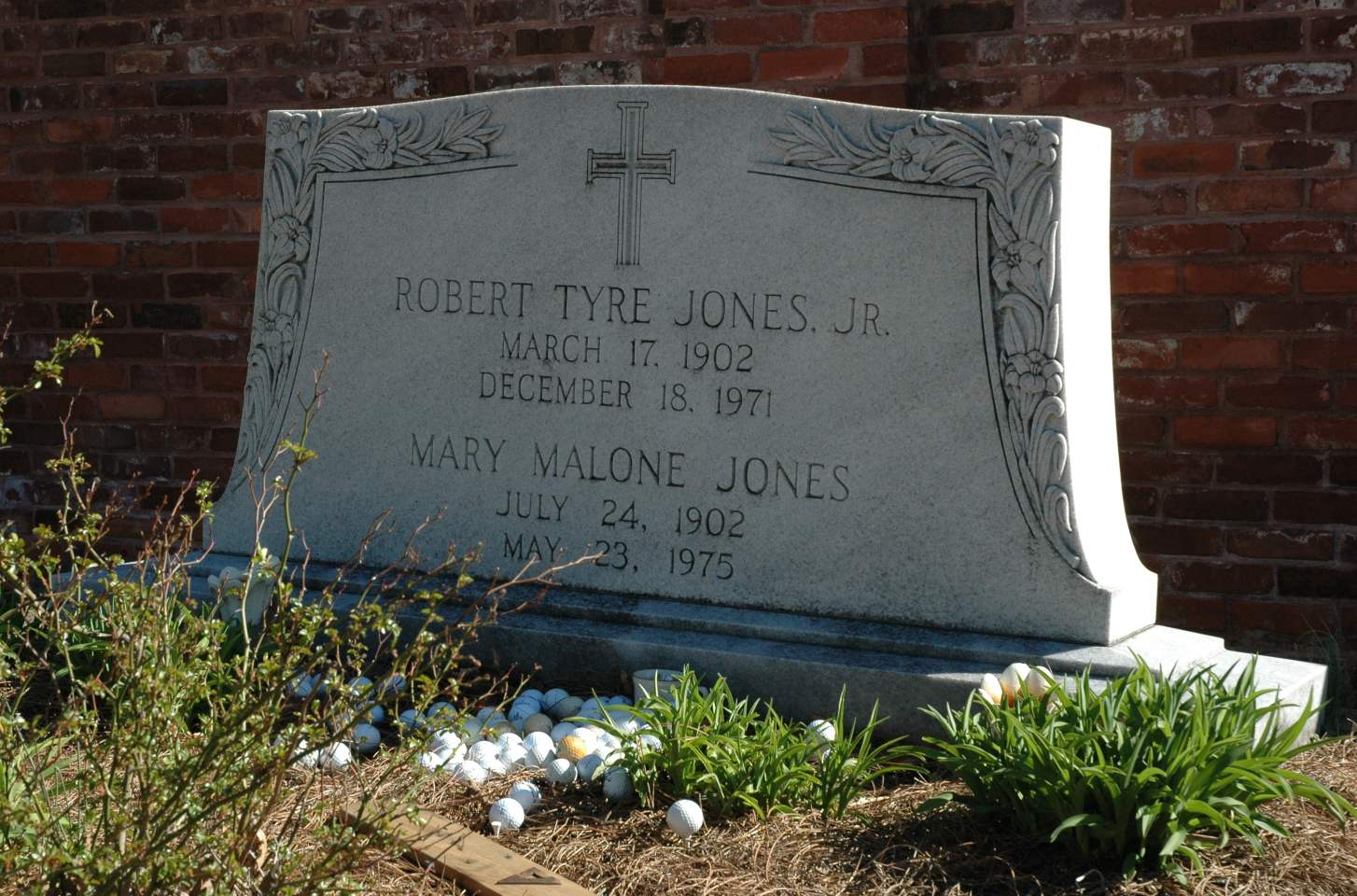
Su tumba en el Cementerio Oakland.

- "El secreto del golf consiste en convertir tres golpes en dos."
- "El golf de alta competición se juega principalmente en un campo de cinco pulgadas y media: el espacio que hay entre tus orejas."
- "Nada baja tan despacio como el handicap de golf."

En 1974 se inscribió su nombre en el Salón de la Fama del Golf Mundial.

### Primeros majors

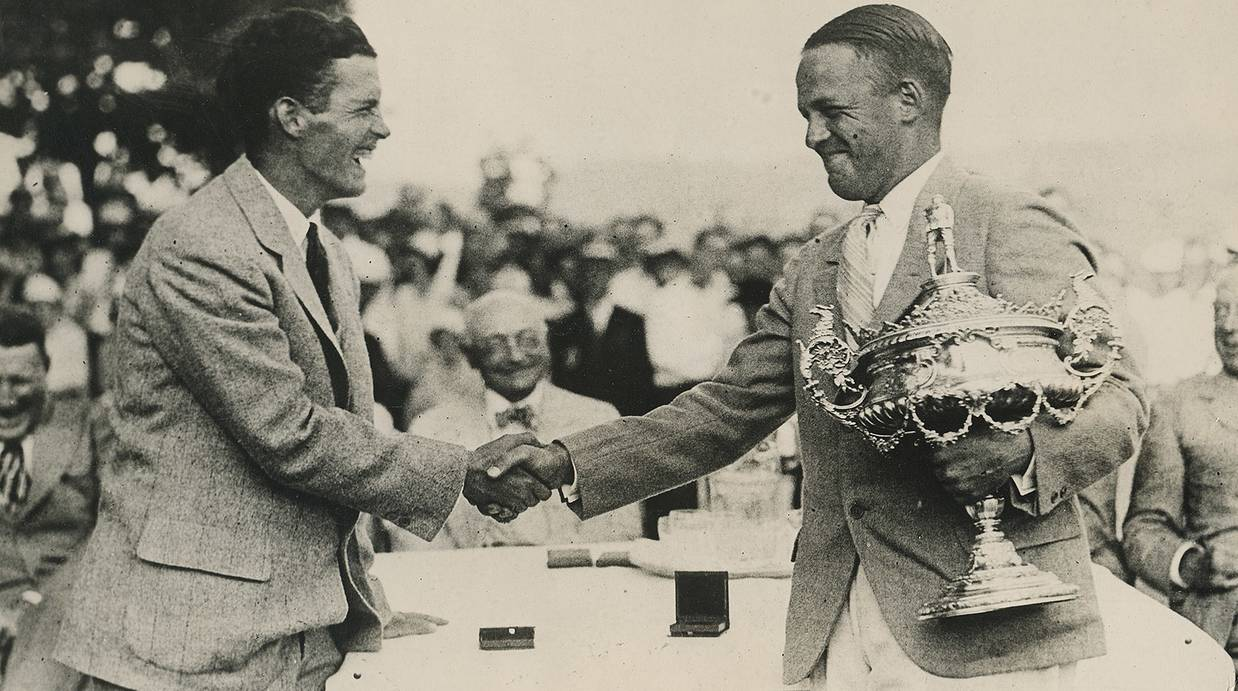
Jones sosteniendo el trofeo en la final del U.S. Amateur de 1925

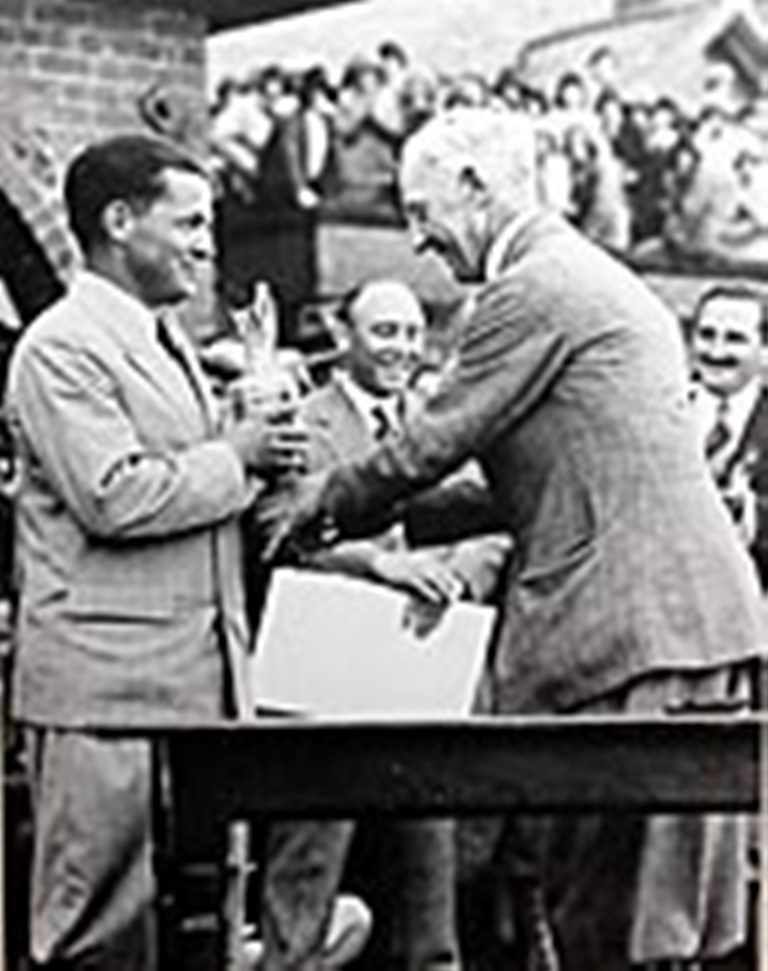
Victoria en el Open Británico de 1930

Ya adulto, alcanzó su mejor momento y ganó su primer Abierto de Estados Unidos en 1923. Desde esa victoria en el Inwood Country Club de Nueva York, hasta su victoria en 1930 en el U.S. Amateur, ganó 13 grandes campeonatos (como se contaban en la época) en 21 intentos. Jones fue el primer jugador en ganar «El Doble», tanto el Campeonato Abierto de Estados Unidos como el Británico en el mismo año (1926). Fue el segundo (y último) en ganar el US Open y el US Amateur en el mismo año (1930), logrado por primera vez en 1916 por Chick Evans. Jones también ganó los campeonatos British Amateur y British Open en 1930, y es el segundo golfista de la historia después de John Ball en ganar esos dos torneos en el mismo año.

### 1930: Grand Slam
Jones es el único jugador que ha ganado el (pre-Masters) Grand Slam, o los cuatro grandes campeonatos, en el mismo año natural (1930). El camino de Jones hacia el título del Grand Slam de 1930 fue:
1. The Amateur Championship, Old Course at St Andrews, Escocia (31 de mayo de 1930)
2. The Open Championship, Royal Liverpool Golf Club, Hoylake, Inglaterra (20 de junio de 1930)
3. U.S. Open, Interlachen Country Club, Minnesota (12 de julio de 1930)
4. U.S. Amateur, Merion Golf Club, Pennsylvania (27 de septiembre de 1930[17])

Jones hizo una apuesta sobre sí mismo logrando esta hazaña con los corredores de apuestas británicos a principios de 1930, antes del primer torneo del Slam, con probabilidades de 50 a 1, y cobró más de 60 000 dólares cuando lo logró.

### Copa Walker
Jones representó a Estados Unidos en la Walker Cup cinco veces, ganando nueve de sus 10 partidos, y Estados Unidos ganó el trofeo las cinco veces. Fue capitán del equipo estadounidense en 1928 y 1930. También ganó otros dos torneos contra profesionales: el Southern Open de 1927 y el Southeastern Open de 1930. Jones fue socio durante toda su vida del Atlanta Athletic Club (en la sede original del club, ahora el East Lake Golf Club), y del Capital City Club de Atlanta.

### Otros
En la primera ronda del 1925 U.S. Open en el Worcester Country Club cerca de Boston, su golpe de aproximación al elevado green del hoyo 11 se quedó corto en el profundo rough del terraplén. Cuando se colocó en posición para lanzar al green, la cabeza de su palo rozó la hierba y provocó un ligero movimiento de la bola. Hizo el golpe y luego informó a su compañero de juego Walter Hagen y al oficial de la USGA que cubría su partido de que se iba a penalizar a sí mismo. Hagen no pudo disuadirle y continuaron jugando. Después de la ronda y antes de firmar su tarjeta de puntuación, los oficiales discutieron con Jones, pero él insistió en que había violado la Regla 18, moviendo una bola en reposo después de la dirección, y tomó un 77 en lugar del 76 que de otro modo habría cardado. La penalización de un golpe que Jones se impuso a sí mismo acabó costándole la victoria por un golpe en la fase reglamentaria, lo que obligó a disputar un desempate que perdió. Aunque muchos escritores deportivos elogiaron su gesto, se dice que Jones dijo: «También podrían elogiarme por no robar bancos». 
Un hecho similar ocurrió en el próximo Abierto de Estados Unidos de 1926, jugado en el Scioto Country Club de Columbus, Ohio. En la segunda ronda, después de que su ronda de apertura le colocara en segundo lugar, Jones estaba embocando en el green del hoyo 15 con un fuerte viento. Después de apoyar su putter durante el address para cuadrar la cara del palo, la bola rodó media vuelta en el viento cuando Jones levantó la cabeza del palo para colocarla detrás de la bola. Aunque nadie más observó este movimiento de la bola, de nuevo Jones se penalizó, pero esta vez Jones ganó el torneo, la segunda de sus cuatro victorias en el Abierto de Estados Unidos.